# B' Katīgoria 1954-1955
La B' Katīgoria 1954-1955 fu la 2ª edizione della B' Katīgoria; vide la vittoria finale del Nea Salamis.

## Stagione

### Novità
Il numero di partecipanti passò da nove ad undici; al posto della promossa Arīs Limassol si registrarono le nuove iscrizioni di Orpheas Nicosia, PAEEK Kerynias e Alkī Larnaca.

### Formula
Le squadre partecipanti erano divisi in tre gruppi, su base geografica. In ogni girone le squadre si incontravano in turni di andata e ritorno; erano assegnati due punti per la vittoria, uno per il pareggio e zero per la sconfitta. I tre vincitori dei tre gironi partecipavano ad un girone di play-off a tre, con medesime regole; il vincitore veniva ammesso alla A' Katīgoria.

## Girone 1
Squadre provenienti dal Nicosia e di Kyrenia.

### Squadre partecipanti
| Club            | Città   | Stadio             | Stagione precedente             |
| --------------- | ------- | ------------------ | ------------------------------- |
| Gençlik Gücü    | Nicosia | Vecchio Stadio GSP | 3º nel Girone 1 di B' Katīgoria |
| Orpheas Nicosia | Nicosia | Vecchio Stadio GSP | Non iscritto                    |
| PAEEK Kerynias  | Kyrenia | GS Praxandros      | Non iscritto                    |

### Classifica finale
|  | Pos. | Squadra         | Pt | G | V | N | P | GF | GS | DR |
|  | ---- | --------------- | -- | - | - | - | - | -- | -- | -- |
|  | 1.   | Orpheas Nicosia | 6  | 4 | 2 | 2 | 0 | 10 | 5  | +5 |
|  | 2.   | Gençlik Gücü    | 4  | 4 | 1 | 2 | 1 | 7  | 6  | +1 |
|  | 3.   | PAEEK Kerynias  | 2  | 4 | 0 | 2 | 2 | 4  | 10 | -6 |

### Risultati

#### Tabellone
|                | GNC | ORF | PKK |
| Genclik Gucu   |     | 2-2 | 4-0 |
| Orfeas Nicosia | 3-0 |     | 4-2 |
| PAEK Kyrenia   | 1-1 | 1-1 |     |

## Girone 2
Squadre provenienti dal Distretto di Larnaca e di Famagosta.

### Squadre partecipanti
| Club              | Città     | Stadio             | Stagione precedente             |
| ----------------- | --------- | ------------------ | ------------------------------- |
| Alkī Larnaca      | Larnaca   | Vecchio Stadio GSZ | Non iscritto                    |
| Demi Spor Larnaca | Larnaca   | Vecchio Stadio GSZ | 1º nel Girone 1 di B' Katīgoria |
| Mağusa Türk Gücü  | Famagosta | Stadio GSE         | 4º nel Girone 1 di B' Katīgoria |
| Nea Salamis       | Famagosta | Stadio GSE         | 2º nel Girone 1 di B' Katīgoria |

### Classifica finale
|  | Pos. | Squadra           | Pt | G | V | N | P | GF | GS | DR  |
|  | ---- | ----------------- | -- | - | - | - | - | -- | -- | --- |
|  | 1.   | Nea Salamis       | 12 | 6 | 6 | 0 | 0 | 26 | 1  | +25 |
|  | 2.   | Demi Spor Larnaca | 8  | 6 | 4 | 0 | 2 | 21 | 14 | +7  |
|  | 3.   | Alkī Larnaca      | 4  | 6 | 2 | 0 | 4 | 14 | 23 | -9  |
|  | 4.   | Mağusa Türk Gücü  | 0  | 6 | 0 | 0 | 6 | 9  | 32 | -23 |

### Risultati

#### Tabellone
|                   | ALK | NSL | DMS | TRG |
| Alki Larnaca      |     | 0-7 | 1-2 | 7-2 |
| Nea Salamis       | 4-0 |     | 2-0 | 6-0 |
| Demi Spor Larnaca | 5-2 | 1-5 |     | 9-2 |
| Magusa Turk Gucu  | 3-4 | 0-1 | 2-4 |     |

## Girone 3
Squadre provenienti dal Pafo e di Limassol.

### Squadre partecipanti
| Club                 | Città    | Stadio     | Stagione precedente          |
| -------------------- | -------- | ---------- | ---------------------------- |
| Antaeus Limassol     | Limassol | Stadio GSO | Nel Girone 2 di B' Katīgoria |
| APOP Paphou          | Pafo     | Stadio GSK | Nel Girone 2 di B' Katīgoria |
| Doğan Türk           | Limassol | Stadio GSO | Nel Girone 2 di B' Katīgoria |
| Panellinios Limassol | Limassol | Stadio GSO | Nel Girone 2 di B' Katīgoria |

### Classifica finale
|  | Pos. | Squadra              | Pt | G | V | N | P | GF | GS | DR |
|  | ---- | -------------------- | -- | - | - | - | - | -- | -- | -- |
|  | 1.   | Antaeus Limassol     | 9  | 6 | 3 | 3 | 0 | 8  | 2  | +6 |
|  | 2.   | APOP Paphou          | 8  | 6 | 4 | 0 | 2 | 17 | 11 | +6 |
|  | 3.   | Doğan Türk           | 4  | 6 | 1 | 2 | 3 | 4  | 9  | -5 |
|  | 4.   | Panellinios Limassol | 3  | 6 | 1 | 1 | 4 | 2  | 9  | -7 |

### Risultati

#### Tabellone
|                      | ANT | APO | PAN | DOG |
| Antaeus Limassol     |     | 5-2 | 1-0 | 0-0 |
| APOP Paphos          | 0-2 |     | 4-1 | 5-1 |
| Panellinios Limassol | 0-0 | 0-3 |     | 1-0 |
| Dogan Turk Birligi   | 0-0 | 2-3 | 1-0 |     |

## Girone promozione
|  | Pos. | Squadra          | Pt | G | V | N | P | GF | GS | DR  |
|  | ---- | ---------------- | -- | - | - | - | - | -- | -- | --- |
|  | 1.   | Nea Salamis      | 7  | 4 | 3 | 1 | 0 | 17 | 5  | +12 |
|  | 2.   | Orpheas Nicosia  | 5  | 4 | 2 | 1 | 1 | 8  | 12 | -4  |
|  | 3.   | Antaeus Limassol | 0  | 4 | 0 | 0 | 4 | 3  | 11 | -8  |

### Risultati

#### Tabellone
|                  | ANT | NSL | ORF |
| Antaeus Limassol |     | 0-3 | 1-2 |
| Nea Salamis      | 3-2 |     | 3-3 |
| Orfeas Nicosia   | 3-0 | 0-8 |     |

### Verdetti
- Nea Salamis promosso in A' Katīgoria.